# Gilberto Rodríguez Orejuela

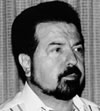
Gilberto Rodríguez Orejuela.

Gilberto Rodríguez Orejuela, pseudonim El Ajedrecista (Szachista) (ur. 31 stycznia 1939, zm. 1 czerwca 2022) – kolumbijski baron narkotykowy, który przewodził kartelowi z Cali na południu Kolumbii, w regionie miasta Cali.
Przezwany Szachista, słynął ze sprytu i umiejętności znajdywania się zawsze kilka kroków przed rywalami i władzami. Choć jego grupa ma opinię wyjątkowo brutalnej, często stosował przekupstwo i w wielu wypadkach jego ludzi uważano za szacownych biznesmenów.
Wkrótce po śmierci rywala Pabla Escobara z kartelu z Medellín, Rodriguez Orejuela i jego brat Miguel zostali złapani w Cali w 1995. Stało się to w czasie kadencji prezydenta Ernesta Samper Pizano, którego powszechnie podejrzewano o przyjmowanie pieniędzy od gangu. 
Prezydent Samper utworzył specjalną połączoną jednostkę policji i sił specjalnych i ogłosił bezpardonową walkę z gangami, w tym z kartelem z Cali. Policja i komandosi przeprowadzili szturm na luksusowy apartament Rodrígueza Orejuela, gdzie znaleziono go chowającego się pod schodami. Był wśród pierwszych schwytanych baronów narkotykowych, a pozostali wysocy przedstawiciele gangu poddali się dobrowolnie poza jego bratem Miguelem, który został zatrzymany przez DEA.
Jego przyjaciel, z którym zakładał kartel, Jose Santacruz Londoño, został zastrzelony rok później w trakcie próby zatrzymania.
Gilberto Rodríguez Orejuela został skazany na 15 lat więzienia, skrócone ostatecznie do 7 lat w nagrodę za dobre sprawowanie i częściowe przyznanie się do winy.
W listopadzie 2002 czasowo uwolniono go na skutek kontrowersyjnej decyzji sędziego Pedro José Suáreza, który uważał, że skrócenie kary jest możliwe przez zastosowanie habeas corpus.
Cztery miesiące później został ponownie schwytany i oskarżony o kolejne przestępstwo - wysłanie 150 kilogramów kokainy do Stanów Zjednoczonych w 1990, w związku z czym można było go ponownie aresztować.
USA początkowo oskarżyły go o kontynuowanie nielegalnych działań z kolumbijskiego więzienia w którym go przetrzymywano od połowy lat 90., a w szczególności o transport narkotyków do Stanów w 1997.
Gilberto Rodríguez Orejuela został wydany USA 3 grudnia 2004, a jego brat Miguel 11 marca 2005. 
Oświadczenia prokuratora federalnego Marcosa Daniela Jiménez po przybyciu Rodrígueza do USA sugerowały możliwość procesu za wszystkie przestępstwa, w tym te sprzed 1997 roku. Wywołało to spore kontrowersje, gdyż jak podkreślił kolumbijski rząd, warunki ekstradycji narzucone przez kolumbijski Sąd Najwyższy zabraniają sądzenia go za wcześniejsze przestępstwa.